# Pallacanestro Ribera
La Pallacanestro Ribera S.S., precedentemente conosciuta come Ares Ribera, è stata una società di pallacanestro di Ribera, in provincia di Agrigento.
La squadra maschile fu fondata nel 1969 e disputò per molti anni i campionati regionali. Nel 2005, l'Ares Ribera ottenne la promozione in Serie B d'Eccellenza, dove militò per una sola stagione prima di spostarsi a Palermo.
La squadra femminile nacque dall'acquisizione del titolo sportivo della Libertas Termini nel 2003. Nei sei campionati di Serie A1 disputati, il miglior risultato è stato un nono posto e la vittoria della Coppa Italia del 2006. Nel 2009 è stata esclusa dalla Serie A2.
Per un periodo è stata l'unica società italiana di basket a gestire una squadra maschile e una femminile di livello così alto (B1 maschile e A1 femminile).

## Storia

### Settore maschile

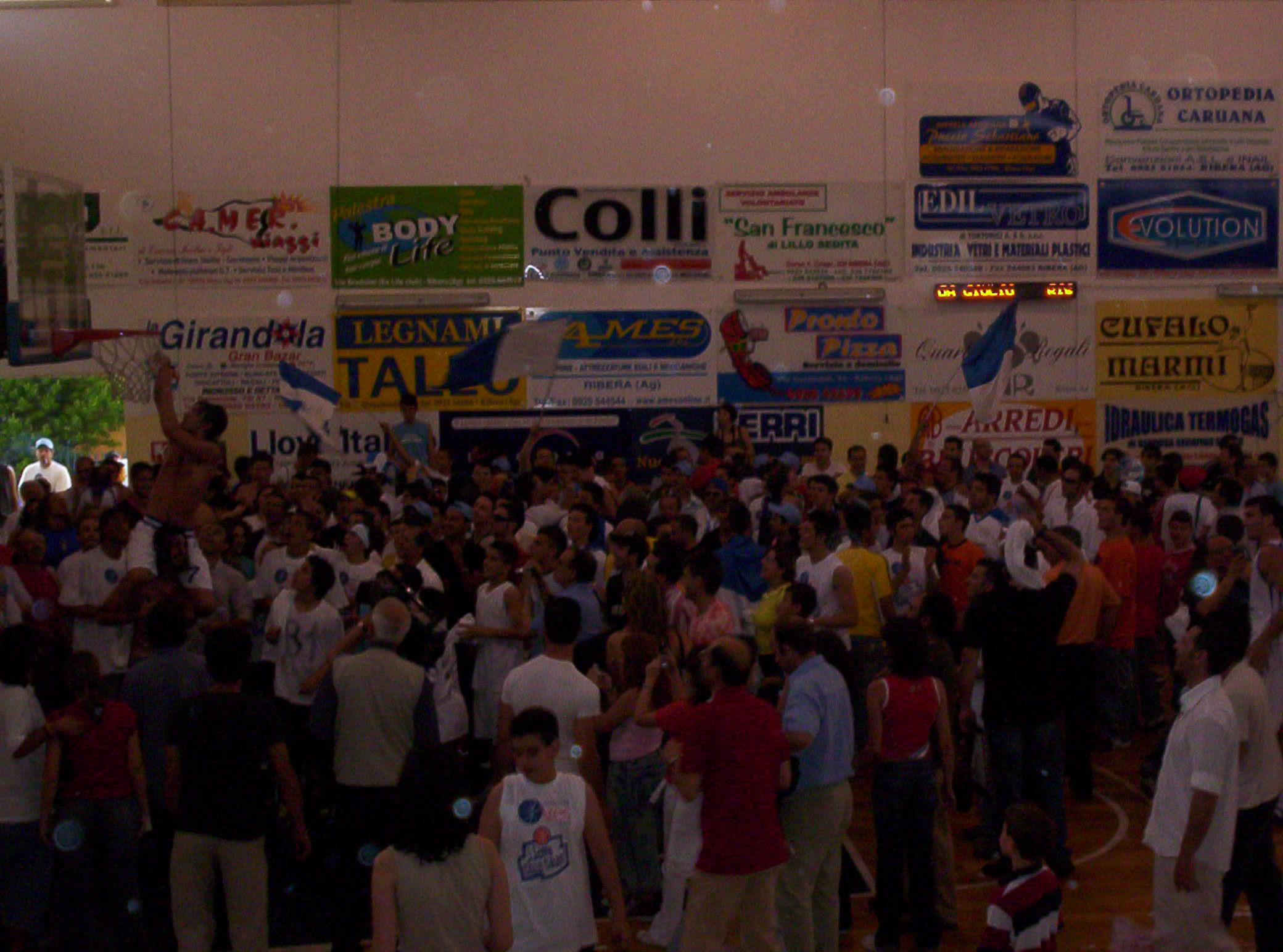
Ares Ribera. Stagione 2004-2005. Promozione in serie B1.

Dal 1969 al 2006 ha avuto il settore maschile, che ha giocato solo una stagione in Serie B1 dopo molti anni di campionati regionali.
La Polisportiva Ares Ribera è stata fondata nel 1969 da alcuni giovani Riberesi, che hanno messo su una squadra di basket e partecipato a campionati in Provincia di Agrigento e Palermo
Nella prima metà degli anni settanta la squadra è guidata dal Presidente Francesco Tortorici, agli inizi degli anni ottanta dal Presidente Umberto Massinelli, succeduto dall'avvocato Gioacchino Tortorici.
Nel 1994 con una squadra composta da soli giocatori locali e guidata dal Presidente Emanuele Macaluso viene conquistata la promozione in Serie C2.
Nella stagione 1997-98 la guida della società viene ripresa dalla famiglia Massinelli che, assieme ad un gruppo di ex giocatori locali, allestisce una squadra che viene promossa in Serie C1.
Per la stagione 1998-99 l'obiettivo della dirigenza è il raggiungimento dei play-off promozione, al termine della stagione l'Ares Ribera chiude al terzo posto in classifica, supera la semifinale, batte il Palermo nella finale giocata al PalaNicosia di Agrigento e viene promosso in Serie B2.
Dopo cinque stagioni in Serie B2, nel 2004-05 arriva la finale play-off contro il New Basket Brindisi, che si era piazzata prima in classifica, e nonostante il fattore campo sfavorevole l'Ares centra la promozione in Serie B1.
In terza serie, sponsorizzata dall'Engineering, disputa una stagione conclusa al 15º posto e con la salvezza ai play-out contro la Banca Marche Ancona.
Nel 2006-07 il titolo sportivo viene ceduto alla Pallacanestro Ares Palermo . Nel 2006-2007 disputa la Serie B1, da cui retrocede al termine della stagione.
Nella stagione 2006-2007 la Rio Casamia Palermo ha giocato in due palazzetti: il PalaSport di Fondo Patti (5500 posti), contro Brindisi, Veroli e Trapani, e il PalaUditore (1300 posti) in cui ha giocato tutte le altre partite casalinghe (12 gare). Anche nella stagione seguente Palermo ha utilizzato entrambi i palazzetti, il PalaSport di Fondo Patti per le partite contro Molfetta, Pozzuoli, Maddaloni, Ruvo di Puglia, Canicattì, Bisceglie e Bernalda, mentre il PalaUditore per le partite con Salerno, Massafra, Marigliano, Ostuni, Catanzaro, la partita con Corato del 13/04/08 fino al termine della stagione. La società dell'Ares ha organizzato molti eventi cestistici in Sicilia, primi tra tutti un'amichevole a Trapani tra la Nazionale Italiana e la Turchia e l'esibizione a Palermo degli Harlem Globetrotters il 23 maggio 2007.
L'avventura della Pallacanestro Ares si conclude nel 2008, dopo aver concluso la stagione con una positiva qualificazione ai playoff con la guida di Luciano Ministero, quando la proprietà dei fratelli Massinelli cede il titolo alla Pallacanestro Catania.
Dal 2011 al 2017, la nuova società Basket Ares ha poi disputato la Promozione. In seguito, la pallacanestro maschile riberese è stata rappresentata dal Basket Ribera (in Promozione dal 2018 al 2023) e dal 2023 dai Ribera Knights. Le ultime due società hanno stretto una partnership dalla stagione 2024-2025.

### Settore femminile
Nel 2003-04 la società acquista il titolo sportivo della Libertas Termini ed esordisce così in A1.
Dopo un campionato difficile, nella seconda stagione la salvezza arriva ai play-out.
Nel 2005-06 e nel 2006-07 ottiene due tranquille salvezze e conquista la Coppa Italia nel 2006. Diviene la prima squadra siciliana a conquistare questo trofeo.
Dopo aver militato per 6 stagioni consecutive nel massimo Campionato di serie A1 con partecipazioni anche in FIBA Cup, al termine della stagione 2008-09 è retrocessa mediante playout in serie A2.
In estate, nel comunicato ufficiale del settore agonistico della FIP non viene inserita la società riberese. La dirigenza intanto rileva il Basket Trapani e in un primo momento sembra che ci siano problemi economici e che senza ripescaggio in A1 si debba ripartire dalla Serie B2. Successivamente, si è parlato della volontà della società di cedere il titolo sportivo a Battipaglia o Termini Imerese, o addirittura di un'esclusione per la mancata partecipazione ai campionati giovanili, anche se il general manager Francesco Lima aveva dichiarato che in realtà la società ha disputato l'Under-13 e che la squadra si doveva iscrivere regolarmente.

## Cronistoria

### Settore maschile
| Cronistoria dell'Ares Ribera |
| --- |
| - 1969 · fondazione dell'Ares Ribera. - 1969-1993 · campionati provinciali. - 1993-1994 · 1ª in Promozione, promossa in Serie C2. - 1994-1995 · 2ª nella Serie C2 Sicilia Occidentale. - 1995-1996 · 3ª nel Girone R di Serie C2. - 1996-1997 · 3ª nel Girone Q di Serie C2. - 1997-1998 · 1ª nel Girone R di Serie C2, vince i play-off, promossa in Serie C1. - 1998-1999 · 10ª nel Girone H di Serie C1, vince i play-out. - 1999-2000 · 3ª nel Girone H di Serie C1, vince i play-off, promossa in Serie B2. - 2000-2001 · 13ª in Serie B2, vince i play-out. Challange round di Coppa Italia LNP. - 2001-2002 · 13ª in Serie B2, vince i play-out. - 2002-2003 · 11ª in Serie B2, vince i play-out. - 2003-2004 · 5ª in Serie B2, eliminata ai play-off promozione. - 2004-2005 · 2ª in Serie B2, partecipa ai play-off promozione, promossa in Serie B d'Eccellenza. - 2005-2006 · 15ª nel girone B di Serie B d'Eccellenza, secondo turno dei play-out. - 2006 · Cessione del titolo sportivo alla Pallacanestro Ares Palermo. - 2006-07: 16ª in Serie B1, retrocessa. - 2007-08: 8ª in Serie B2. Cede il titolo a Catania. |

### Settore femminile
| Cronistoria dell'Ares Ribera |
| --- |
| - 2003 - l'Ares Ribera rileva il titolo di Termini Imerese - 2003-04 - 6° nel Girone A di Serie A1, 4° nel Gruppo D di seconda fase, 4° nella Poule Salvezza - 2004-05 - prende la denominazione di Pallacanestro Ribera - Banco di Sicilia, 11° in Serie A1 - 2005-06 - Banco di Sicilia, 11° in Serie A1 - Vince la Coppa Italia - 2006-07 - Banco di Sicilia, 9° in Serie A1 - 2007-08 - Banco di Sicilia, 13° in Serie A1, salva ai play-out - 2008-09 - Banco di Sicilia, 13° in Serie A1, retrocede in Serie A2 ai play-out; viene esclusa dalle società aventi diritto |

## Colori e simbolo
I colori sono il bianco e l'azzurro.
Il simbolo raffigura un pallone da basket bianco-azzurro affiancato dalla scritta Pallacanestro Ribera.

## Palazzetto
Le partite interne della Pallacanestro Ribera si sono disputate presso il Palazzetto Comunale "Nino Tornambè" di Via Berlinguer a Ribera.

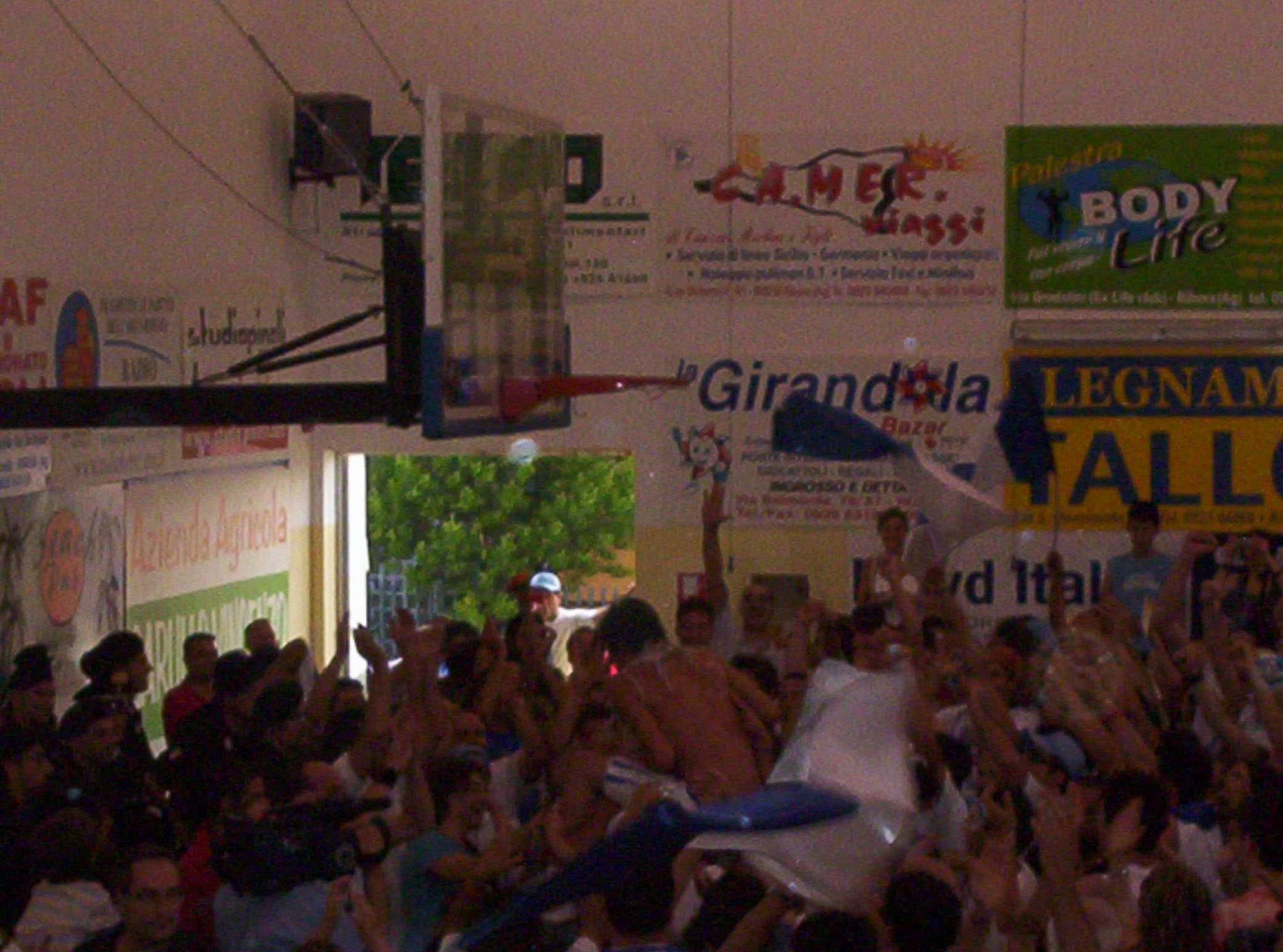
Ares Ribera. Stagione 2004-2005. Promozione in serie B1.

## Statistiche settore femminile

### Di squadra
- Stagioni in Serie A1: 6
- Partite disputate: 179[23]
- Partite vinte: 70[23]
- Partite perse: 108[23]
- Percentuale di vittorie: 39,1%
- Punti totali 11.960[23]
- Media punti totale 66,8[23]

Dettaglio
EuroCup Women

- Partite disputate: 32
- Partite vinte: 15
- Partite perse: 17
- Percentuale di vittorie: 46,87%

- Massimo punteggio realizzato: 107 (Ribera VS Basket Cavezzo 107 - 58 del 31 marzo 2007[24])
- Massimo scarto attivo: + 49 (Pallacanestro Ribera VS Basket Cavezzo 107 - 58 del 31 marzo 2007[24])

Negativi

- Massimo scarto passivo: - 40 (Pallacanestro Ribera VS Pallacanestro Femminile Schio 80 - 40 del 16 novembre 2008[25])

### Individuali
- 18,07 Jennifer Gillom[26]
- 13,36 Jackie Moore[26]
- 12,75 Tamicha Jackson[26]
- 11,71 Kaayla Chones[26]

- 0,549 Jennifer Gillom[26]
- 0,439 Jackie Moore[26]
- 0,414 Diana Razmaitė[26]
- 0,397 Julie Page[26]
- 0,391 Kaayla Chones[26]

## Presidente e allenatori
- ? - ? Francesco Tortorici
- ? - ? Umberto Massinelli
- ? - ? Gioacchino Tortorici
- ? - 1997 Emanuele Macaluso
- 1997 - ? Marcello Massinelli
- ? - 2009 Alessandro Massinelli

- Fino a nov. 2003 Francesco Scimeca[27]
- 2003 Mimmo Ferraro[28]
- 2003-2006 Sandro Orlando[3]
- 2006-2007 Gianni Lambruschi[29]
- 2007[30] - gen. 2008[31] Gianni Tripodi
- gen. 2008[31]-2009 Francesco Paolo Anselmo[32]

## Palmarès
- Coppa Italia: 1
2006